# مدير نوافذ

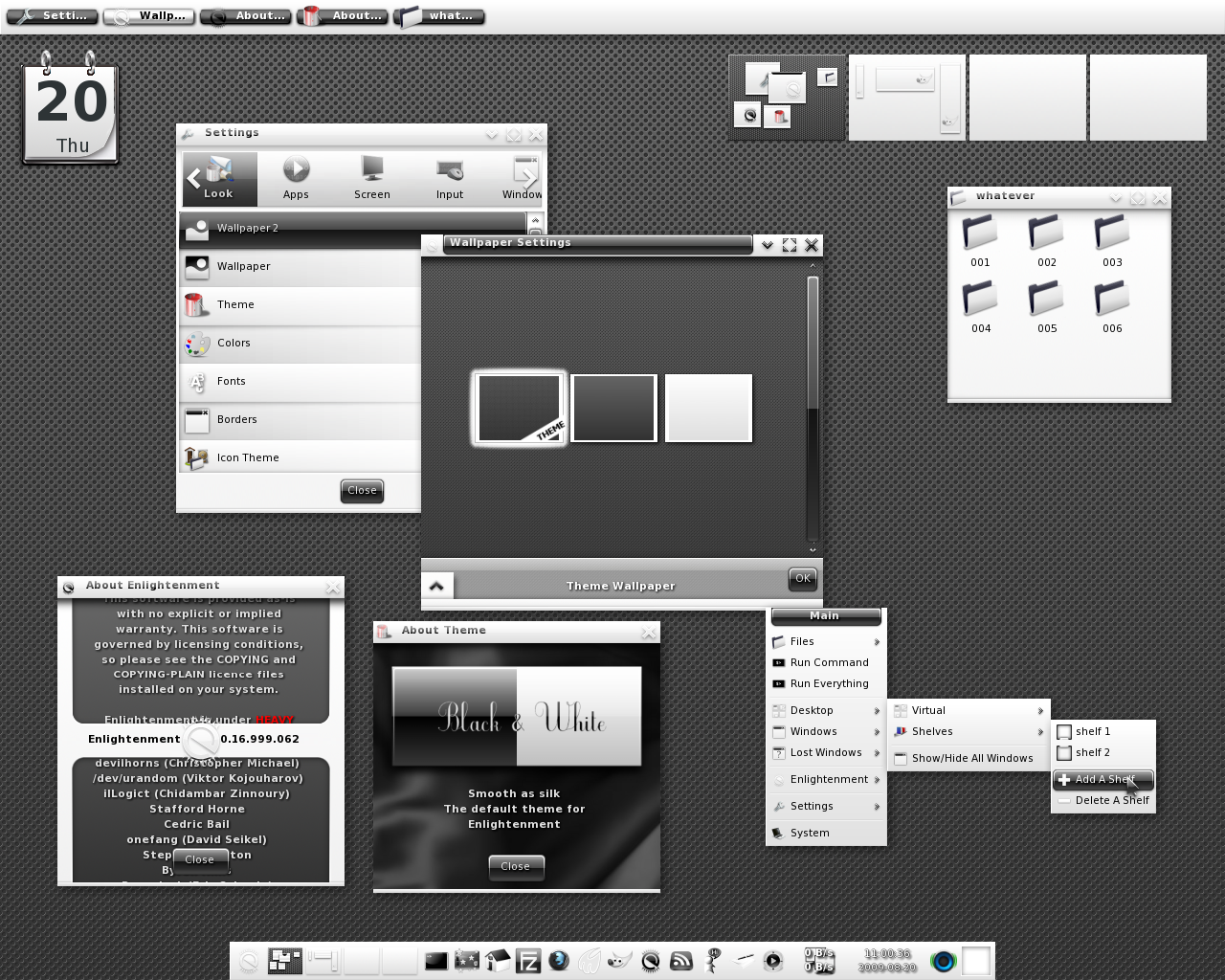
صورة لمدير النوافذ انلايتنمينت

مدير نافذة أو مدير نوافذ (بالإنجليزية: Window manager)‏ هي برمجية نظام تتحكم في مظهر وشكل النافذة في إطار نظام النوافذ في واجهة المستخدم الرسومية. تم تصميم معظم مديري النوافذ للمساعدة في توفير بيئة سطح المكتب.

## ميزات مدير النوافذ

### اختفاء تلقائي
اختفاء تلقائي لاشرطة القوائم عند تحريك المؤشر إلى حافة الشاشة.

### حدود
الحدود هي شريط العنوان على طول الجزء العلوي، وحواف النافذة من الجهات الثلاثة الأخرى، تكون واضحة عندما يكون الإطار نشط.

## امثلة على مديري نوافذ
- فلكس بوكس
- اوبن بوكس
- ايس دبليو ام
- انلايتنمينت